# Bazar Kunang, Supa
Bazar Kunang là một làng thuộc tehsil Supa, huyện Uttara Kannada, bang Karnataka, Ấn Độ.